# ناشونال جيوغرافيك فارسي
كانت ناشيونال جيوغرافيك فارسي قناة وثائقية مجانية أُطلقت في 15 أكتوبر 2011 وأعيد إطلاقها في 1 سبتمبر 2017. هي النسخة الرسمية باللغة الفارسية لقناة ناشيونال جيوغرافيك. تبث القناة عبر يوتلسات 5 غرب أ. تعرض القناة سلسلة من المسلسلات الوثائقية، وجميع عروض ناشيونال جيوغرافيك الأصلية مترجمة باللغة الفارسية، كانت القناة تهدف إلى البث للجمهور الناطق باللغة الفارسية في إيران وأفغانستان وطاجيكستان، كان مقر بث القناة في دبي، الإمارات العربية المتحدة.
كانت مملوكة من قبل ناشيونال جيوغرافيك ومجموعة فوكس الترفيهية الشرق الأوسط. أثناء إغلاق القناة، ظلت النسخة الفارسية من مجلة ناشيونال جيوغرافيك، التي أطلقتُ لاحقًا في عام 2012.

## إعادة التشغيل
في 28 آب 2017، أعلنت الصفحة الرسمية للقناة على فايسبوك إعادة إطلاقها في 1 أيلول (سبتمبر) عبر مقطع فيديو ترويجي.  كما أٌعلن عن معلومات الإتاحة الجديدة للقناة على يوتلسات 7 وهوتبيرد 13 في نفس اليوم.

## إغلاق القناة
أُغلقت القناة لأول مرة في 1 مايو 2013، ثم بعد إعادة إطلاقها في 28 أغسطس 2017، أغلقت القناة مرة أخرى في 1 يناير 2020 مع إشعار قصير باللغة الفارسية نشر على صفحة القناة على فايسبوك.
نظرًا لأننا نعبر عن امتناننا لجمهورنا العزيز، يرجى العلم أنه لأسباب لا يمكن التنبؤ بها، سيتم إيقاف بث ناشونال جيوغرافيك فارسي اعتبارًا من 1 مايو 2013. ونأمل أن نتمكن في المستقبل من الانضمام إليكم مرة أخرى.
على الرغم من إغلاق القناة، ظلت مواقعها الرسمية ومواقع التواصل الاجتماعي على الإنترنت، وإن كانت غير نشطة.